# یانگ لین
یانگ لین (انگلیسی: Yung Lean؛ زادهٔ ۱۸ ژوئیهٔ ۱۹۹۶) خواننده رپ اهل سوئد است. وی از سال ۲۰۱۲ میلادی تاکنون مشغول فعالیت بوده‌ است.
وی تاکنون سه آلبوم منتشر کرده‌است.